# لبتوره
لِبْتُورَه (الاسم العلمي Leptura)، جنس خنافس من فصيلة القرنبيات. أنواعها عديدة، جميعها صغيرة القد، مستطيلة الجراميز والزباني، زاهية الألوان السوية أو المزركشة. تركب أزهار مختلف النباتات أخصها العشبية. يرقاتها نهمة تعيش تحت لحاء الجذوع والاغصان الصلفة وقد تسردب الشكير.